# Adama Diatta
Adama Diatta (1988. augusztus 14. –), szenegáli szabadfogású birkózó. Kétszeres Afrikai Játékok aranyérmes, nyolcszoros Afrika Kupa aranyérmes, egyszeres Frankofón Játékok aranyérmes birkózó.

## Sportpályafutása
2007-ben az Afrika Kupán 55 kg-os szabadfogású birkózásban aranyérmet szerzett., valamint ugyanebben az évben az Afrikai Játékokon szintén 55 kg-os súlycsoportban szabadfogásban az első helyen végzett.
2008-ban az Afrika Kupán 55 kg-os szabadfogású birkózásban aranyérmet szerzett, majd 2009-ben az Afrika Kupán szintén 55 kg-os szabadfogású birkózásban aranyérmet szerzett. 
2010-ben az Afrika Kupán 55 kg-os szabadfogású birkózásban ezüstérmet szerzett, míg 2011-ben az Afrika Kupán szabadfogású birkózásban, 60 kg-os súlycsoportban bronzérmet szerzett. 2012-ben az Afrika Kupán 55 kg-os súlycsoportban szabadfogású birkózásban aranyérmet szerzett. 
2015-ben az Afrika Kupán 57 kg-os szabadfogású birkózásban aranyérmet szerzett., valamint ugyanebben az évben az Afrikai Játékokon szintén 57 kg-os súlycsoportban szabadfogásban az első helyen végzett.
2016-ban az Afrika Kupán 57 kg-os szabadfogású birkózásban aranyérmet szerzett, majd 2017-ben az Afrika Kupán a 61 kg-os súlycsoportban szabadfogású birkózásban aranyérmet szerzett. 2018-ban ismét az első helyen végzett a 61 kg-os súlycsoportban szabadfogású birkózásban.
A 2018-as birkózó-világbajnokságon magyar ellenfelét, Molnár Józsefet 10–2-re verte a selejtezők során.